# Teresa Walewska-Przyjałkowska
Teresa Maria Barbara Walewska-Przyjałkowska (ur. 10 września 1937, zm. 10 kwietnia 2010 w Smoleńsku) – polska naukowiec i działaczka społeczna, wiceprezes fundacji "Golgota Wschodu", założycielka i prezes Stowarzyszenia Krzewienia Kultu św. Andrzeja Boboli.

## Życiorys

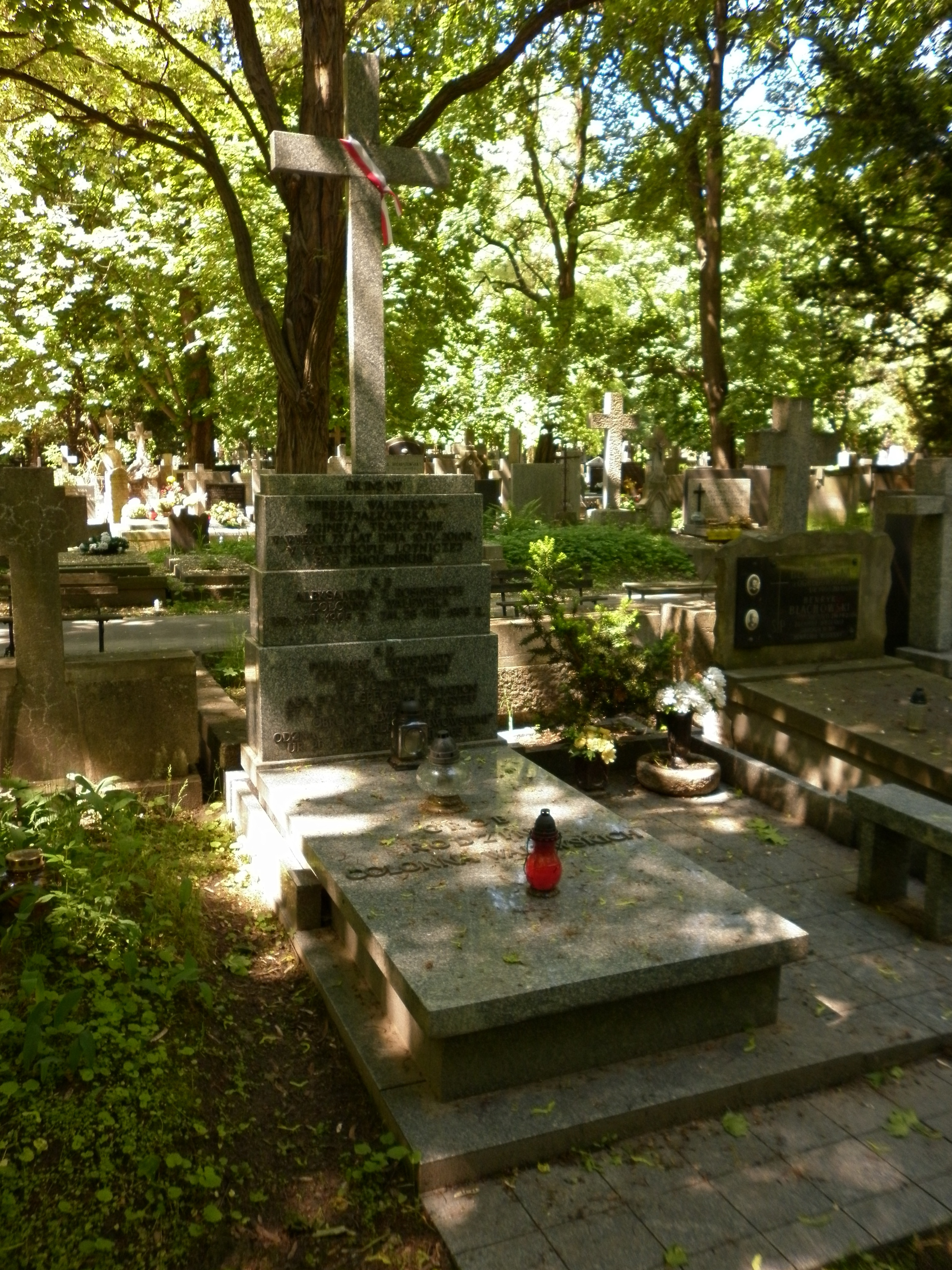
Grób Teresy Walewskiej-Przyjałkowskiej

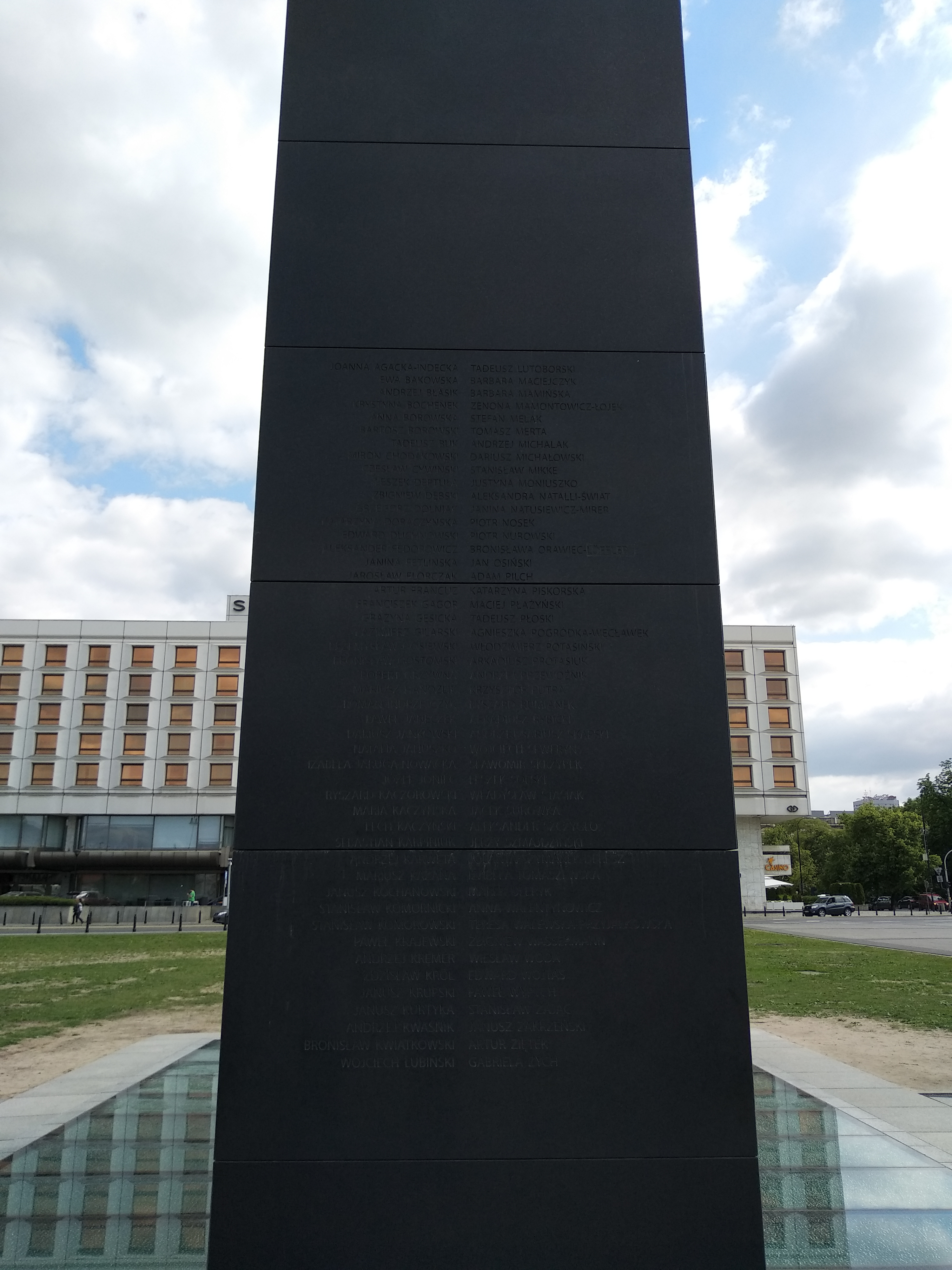
Teresa Walewska-Przyjałkowska upamiętniona na Pomniku Ofiar Tragedii Smoleńskiej 2010 roku w Warszawie

Jej rodzicami byli Polikarp Konstanty Collona Walewski (1897–1965, inżynier lotnictwa) i Aleksandra, z domu Rosińska (1905–1989). W czasie okupacji niemieckiej i powstania warszawskiego przebywała w Warszawie. Jej mężem był Andrzej Przyjałkowski (zm. 1978).
Teresa Walewska-Przyjałkowska była wieloletnim pracownikiem Wydziału Samochodów i Maszyn Roboczych Politechniki Warszawskiej, posiadała stopień naukowy doktora inżyniera i specjalizowała się w automatyce i robotyce przemysłowej. W ramach pracy naukowej opracowywała system komunikacji związany ze sterowaniem na górkach rozrządowych dla pociągów towarowych, w latach 60. jako pierwsza organizowała na swoim wydziale badania nad nimi. 
Była związana z warszawską parafią św. Andrzeja Boboli w Warszawie-Mokotowie. Na początku lat 90. założyła, a od 1997 była prezesem Stowarzyszenia Krzewienia Kultu św. Andrzeja Boboli; organizowała pielgrzymki jego śladami. Z jej inicjatywy w 2002 roku w sanktuarium św. Andrzeja Boboli przy ul. Rakowieckiej w Warszawie dokonano intronizacji obrazu Matki Bożej Kozielskiej, namalowanego na podstawie płaskorzeźby wykonanej w obozie NKWD w Kozielsku. W 2003 roku obraz ten został poświęcony przez Jana Pawła II. 
Poprzez działalność w życiu kościelnym poznała ks. Zdzisława Peszkowskiego, wraz z którym działa w ramach fundacji "Golgota Wschodu", była inicjatorką powołania komitetu zabiegającego o zgłoszenie jego kandydatury do pokojowej Nagrody Nobla. W 2006 była szefową komitetu organizacyjnego międzynarodowej konferencji "Prawda, Pamięć, Tożsamość Katynia i Golgoty Wschodu", która odbyła się 28 września 2006 w gmachu Sejmu RP. Po śmierci prezesa fundacji "Golgota Wschodu", ks. Peszkowskiego w 2007, kierowała fundacją lecz z szacunku dla kapelana rodzin katyńskich formalnie nie przyjęła funkcji prezesa i funkcjonowała jako wiceprezes. Organizowała spotkania i konferencje naukowe poświęcone zbrodni katyńskiej.
Zginęła 10 kwietnia 2010 w katastrofie polskiego samolotu Tu-154 w Smoleńsku, udając się wraz z polską delegacją na obchody 70. rocznicy zbrodni katyńskiej jako przedstawicielka Rodzin Katyńskich. 16 kwietnia została pośmiertnie odznaczona Krzyżem Kawalerskim Orderu Odrodzenia Polski. 22 kwietnia 2010 po mszy św. w sanktuarium św. Andrzeja Boboli w Warszawie odbył się jej pogrzeb na stołecznym cmentarzu Powązkowskim.
18 września 2012 na polecenie Wojskowej Prokuratury Okręgowej w Warszawie prowadzącej śledztwo w sprawie katastrofy smoleńskiej dokonano ekshumacji zwłok pochowanych w grobie Teresy Walewskiej-Przyjałkowskiej na cmentarzu Powązkowskim w Warszawie. 25 września prokuratura podała, iż ciało Walewskiej-Przyjałkowskiej zostało zamienione z ciałem Anny Walentynowicz i błędnie pochowane w grobie tej ostatniej. 2 października 2012 odbył się ponowny pogrzeb Teresy Walewskiej-Przyjałkowskiej. Po mszy św. w kościele św. Karola Boromeusza jej zwłoki, poprzednio spoczywające na cmentarzu Srebrzysko w Gdańsku-Wrzeszczu, pochowano w rodzinnym grobowcu na cmentarzu Powązkowskim (kwatera 305-5-17/18).